# 科特迪瓦側頸龜
科特迪瓦側頸龜（學名：Pelusios cupulatta）是非洲側頸龜屬下的一種龜，只生活在非洲。

## 分佈
科特迪瓦側頸龜發現於象牙海岸、貝寧、加蓬、利比里亞、塞拉利昂和多哥。